# Santana (Boyacá)
Pour les articles homonymes, voir Santana.
Santana est une municipalité située dans le département de Boyacá, en Colombie.